# 칡소
칡소란 한우 품종의 하나이다. 칡덩굴 같이 짙은 갈색과 검은색 무늬를 가진것이 특징이다. 옛날에는 얼룩소라고도 불렀다. 3000여 마리밖에 남지 않아 여러 지자체에서 육성 노력을 하고있다.
울릉도의 칡소가 맛의 방주에 등재되어 있다.
의령군의 한우 상표였던 칡한우는 거세 후에 칡을 먹여 키운 소로, 한우의 품종 중 하나인 칡소와는 아무런 관계가 없다. 의령군에서는 2013년에 토요애한우로 상표를 바꿨다.